# Will Höhne
Will Höhne (* 24. Februar 1909 in Münnerstadt als Wilhelm Höhne; † 9. Februar 1993 in München) war ein deutscher Schlagersänger der späten 1940er und 1950er Jahre.

## Leben und Wirken
Höhne absolvierte nach dem Abitur zunächst eine kaufmännische Ausbildung in der chemischen Industrie. Daneben nahm er Gesangsunterricht, um dann in München eine Schauspielprüfung abzulegen. Über einen Liederabend für das Winterhilfswerk erlangte er ein Stipendium der Nationalsozialistischen Volkswohlfahrt, das ihm das Studium ermöglichte. Er spielte verschiedene kleine Rolle und tanzte im Ballett mit. Er war dann als Opern-Bassist in Rudolstadt und Klagenfurt engagiert, bevor er 1940 von Willi Schaeffers in dessen Kabarett der Komiker geholt wurde, wo er auch Lieder von Hermann Löns vortrug. 1941 musste er zur Truppenbetreuung an die Front.
Bald nach Kriegsende arbeitete er wieder im Kabarett der Komiker, sang aber auch für die verschiedenen Rundfunkanstalten und nahm auch Schallplatten auf, z. B. sein Kriminaler-Couplet „Die Leiche“, bei dem er sich selber auf der Guitarre begleitete, oder „Der Theodor im Fußballtor“ mit Begleitung durch das Radio-Tanzorchester Hamburg unter Franz Thon. 1949 spielte er im Hamburger Theater am Besenbinderhof die Titelrolle in der musikalischen Seemannskomödie „Käpt’n Bay Bay“, wo er auch Titel wie „Nimm uns mit, Kapitän, auf die Reise“ von Norbert Schultze (Musik) und Fritz Grasshoff (Text) vortrug.
Mit der Aufnahme Das Wirtshaus an der Lahn fiel er bei den öffentlich-rechtlichen Rundfunkanstalten in Ungnade, da der Text mit zweideutigen Anspielungen auf „Frau Wirtin“ den Verantwortlichen der prüden Nachkriegsperiode zu gewagt erschien. Nicht nur der Stein des Anstoßes, sondern gleich seine sämtlichen Schlager wurden aus dem Rundfunkprogramm verbannt. Auf dem Platten-label erschien der Hinweis „Nur für Herrenabende !“
Der entertainer Götz Alsmann nannte ihn einen „Meister des Fachs Humoristischer bis zweideutiger Schlager“.
Höhne war später im Gastgewerbe tätig.

## Diskografie (Auswahl)
- Das Wirtshaus an der Lahn
- Kleine weiße Möwe
- Nimm mich mit Kapitän auf die Reise
- Auf Regen folgt Sonne
- Bauernrumba
- Räuberballade
- Der Theodor im Fussballtor
- Ich bin der erste Steuermann
- Die Leiche
- Madame Goulou (Grasshoff/Schulze)
- Auf dem Kamm geblasen (Grasshoff/Höhne)
- Sehens Englisch is gar net so schwer
- Die ungarische Rosczy
- Abends in der Hafenkneipe
- Ich such einen Ankerplatz
- Der Mann, der vor mir war
- De Hamburger Veermaster
- Casanova (G. Neumann)
- Ja das waren Zeiten (Höhne)
- Abseits von der großen Straße
- So viel Glück gibts nicht auf Erden
- Ich wünsch´dir zum Geburtstag alles Gute (Höhne m. Sigi-Stenford-Sextet)
- Wi – Wa – Wo – Wüstensand

Die aufgezeigten Titel sind herausgeschrieben aus dem Platten-Cover „Mitten in der Nacht“ (GEMA Nr. YRX 1370) und CD LC 0194.